# شهرستان دیلون (کارولینای جنوبی)
شهرستان دیلون، کارولینای جنوبی (به انگلیسی: Dillon County, South Carolina) یک سکونتگاه مسکونی در ایالات متحده آمریکا است که در کارولینای جنوبی واقع شده‌است.

## خصوصیات
شهرستان دیلون ۱٬۰۵۴٫۱۳ کیلومترمربع مساحت دارد.